# 放課
放課（ほうか）とは、小学校・中学校・高等学校で、その日の所定の時間の課業が終わることを指す言葉である。現在では「放課」という言葉が単体で使われることは少なく、主に「放課後」という形で使われる。愛知県内では「放課」という言葉が単体で使われるが、用法は異なっている。

## 愛知県内での用法
愛知県内のほぼ全ての学校では、授業と授業の間の休み時間のことを「放課」と言い、共通語の「昼休み」や「10分休み」などは「昼放課」や「10分放課」のように表現する。そのため、共通語の「放課後」に当たる表現には「授業後」「学校が終わった後」などが使われることが多い。なお、教育委員会などが出す正式な文書では使われない。
「放課」という言葉が愛知県の方言（名古屋弁・三河弁）であるということは、テレビ番組やインターネットなどのメディアで複数回取り上げられており、愛知県内でも方言であるという認識は広まっているものと思われる。
『愛知県教育史』によれば、起源は1873年（明治6年）3月に公布された愛知県義校規則とされる。義校とは小学校の前身となる明治初期の民間の初等学校のことで、その規則に「毎日午前十時ヨリ同十一時マテ午後十二時ヨリ同一時迄ノ両度ヲ放課トス」（原文）とある。ただし、「放課」という言葉は当時全国各地で使われていた言葉であり、愛知県でのみ淘汰されずに方言として残ったとする指摘もある。